# Josef Dostál
Josef Dostál (Praga, 3 de março de 1993) é um canoísta checo especialista em provas de velocidade.

## Carreira
Foi vencedor da medalha de bronze em K-4 1000 m em Londres 2012, junto com os seus colegas de equipa Lukáš Trefil, Daniel Havel e Jan Štěrba.
Nos Jogos Olímpicos de Verão de 2024, em Paris, conquistou a medalha de ouro na competição do K-1 1000 m masculino, com o tempo de 3:24.07 minutos na final.